# Brunelli Volley
La Brunelli Volley Nocera Umbra è stata una società pallavolistica femminile di Nocera Umbra, in provincia di Perugia.

## Storia della società
Sorta nel 1965 come Pallavolo Nocera Umbra, la società prese parte a campionati della FIPAV a partire dal 1968. Nel 2006-07 esordì in Serie A2, categoria nella quale milita fino alla stagione 2008/2009.
La cavalcata verso la serie A ebbe però inizio nella stagione 2004/2005. La squadra sotto la guida del tecnico romano Paolo Collavini riesce a vincere il girone superando nel finale di stagione la Pallavolo Rieti.
Nella stagione successiva il tecnico verrà poi esonerato nonostante la buona situazione di classifica ed un organico di ottimo livello. La squadra riuscirá a compiere la nuova promozione con alla guida Mister Andrea Pistola.

## Settore Giovanile
La Brunelli Volley, in linea con le idee del presidente Orfeo Brunelli, da alcuni anni cura molto l'espansione del proprio settore giovanile, incoraggiando ragazzi e ragazze a partecipare offrendo un'iscrizione gratuita e stipulando una serie di accordi con altre società di volley umbre.

## Albo d'Oro
| Stagione | Serie | Classifica | Allenatore/i          | Presidente        |
| -------- | ----- | ---------- | --------------------- | ----------------- |
| 90/91    | C     | 7°         | Bontempi - Gallinella | Cappelletti Fabio |
| 91/92    | C     | 2°         | Fangacci              | Giovagnoli Sandro |
| 92/93    | C     | Retrocessa | Bontempi              | Giovagnoli Sandro |
| 93/94    | D     |            | Bontempi              | Giovagnoli Sandro |
| 94/95    | D     |            | Bontempi              | Giovagnoli Sandro |
| 95/96    | D     |            | Bontempi - Mancinelli | Giovagnoli Sandro |
| 96/97    | D     |            | Bontempi - Mancinelli | Broglia Luciano   |
| 97/98    | D     | Promossa   | Bontempi - Mancinelli | Brunelli Orfeo    |
| 98/99    | C     | Semifin.   | Bontempi - Mancinelli | Brunelli Orfeo    |
| 99/00    | C     | Finalista  | Bontempi - Ornielli   | Brunelli Orfeo    |
| 00/01    | C     | Semifin.   | Bontempi              | Brunelli Orfeo    |
| 01/02    | C     | Finalista  | Bontempi              | Brunelli Orfeo    |
| 02/03    | C     | Semifin.   | Bontempi              | Brunelli Orfeo    |
| 03/04    | C     | Finalista  | Bontempi - Pugnitopo  | Brunelli Orfeo    |
| 04/05    | B2    | Promossa   | Collavini - Rogari    | Brunelli Orfeo    |
| 05/06    | B1    | Promossa   | Pistola - Fiorani     | Brunelli Orfeo    |
| 06/07    | A2    |            | Pistola - Fiorani     | Brunelli Orfeo    |
| 07/08    | A2    |            | Marasciulo - Fiorani  | Brunelli orfeo    |
| 08/09    | A2    |            | Marasciulo            | Brunelli orfeo    |